# Enrique Hubbard Urrea
Enrique Hubbard Urrea (* 16. Dezember 1945 in El Rosario, Sinaloa) ist ein ehemaliger mexikanischer Botschafter.
Enrique Hubbard Urrea studierte Rechtswissenschaft an der School of Law and Social Sciences of the Autonomous University of Sinaloa. Er studierte Master der National Security am National Defense College. 2010 wurde Hubbard Urrea Vertreter der Secretaría de Relaciones Exteriores in Sinaloa.

## Veröffentlichungen
- Belize: vecino ignorado : la perspectiva de un embajador de México. 2000 (123 S.)

| Vorgänger                      | Amt                                                                      | Nachfolger                  |
| ------------------------------ | ------------------------------------------------------------------------ | --------------------------- |
| Victor Manuel Solano Montaño   | mexikanischer Botschafter in Belmopan 2. Dezember 1996 bis 10. Juni 2001 | José Arturo Trejo Nava      |
| Enrique René Michel Santibáñez | mexikanischer Botschafter in Manila 30. Juni 2001 bis 9. Dezember 2004   | Eréndira Araceli Paz Campos |